# جوئل کاکس
جوئل کاکس (انگلیسی: Joel Cox؛ زادهٔ ۲ آوریل ۱۹۴۲) یک تدوین‌گر اهل ایالات متحده آمریکا است.

## فیلمشناسی
- ۲۰۱۸کمینگاه دزدان (فیلم)
- ۲۰۱۸مول (فیلم ۲۰۱۸)
- ۲۰۱۶همه نگاه‌ها به من
- ۲۰۱۴ - تک‌تیرانداز آمریکایی به همراه گری دی. روچ
- ۲۰۱۴ - پسران نیوجرسی به همراه گری دی. روچ
- ۲۰۱۳ - زندانیان
- ۲۰۱۲ - مشکلی با منحنی
- ۲۰۱۱ - جی. ادگار به همراه گری دی. روچ
- ۲۰۰۹ - شکست‌ناپذیر به همراه گری دی. روچ
- ۲۰۰۸ - گرن تورینو به همراه گری دی. روچ
- ۲۰۰۸ - بچه جایگزین به همراه گری دی. روچ
- ۲۰۰۶ - نامه‌هایی از ایوو جیما به همراه گری دی. روچ
- ۲۰۰۶ - پرچم‌های پدران ما به همراه Gary D. Roach.
- ۲۰۰۴ - محبوب میلیون دلاری
- ۲۰۰۳ - رودخانه میستیک
- ۲۰۰۲ - کار خون
- ۲۰۰۰ - گاوچران‌های فضا
- ۱۹۹۹ - جرم واقعی
- ۱۹۹۷ - نیمه‌شب در باغ خوب و بد (فیلم)
- ۱۹۹۷ - قدرت مطلق
- ۱۹۹۵ - ستاره‌ها روی هنریتا می‌افتند
- ۱۹۹۵ - پل‌های مدیسون کانتی
- ۱۹۹۳ - یک دنیای بی‌نقص
- ۱۹۹۲ - نابخشوده برنده (جایزه اسکار تدوین) ۱۹۹۲
- ۱۹۹۰ - تازه‌وارد
- ۱۹۹۰ - شکارچی سفید، قلب سیاه
- ۱۹۸۹ - کادیلاک صورتی
- ۱۹۸۸ - پرنده
- ۱۹۸۸ - استخر مرده Supervising editor;
- ۱۹۸۶ - مرز دل‌شکستگی
- ۱۹۸۶ - سوندرا لوک
- ۱۹۸۵ - سوارکار رنگ‌پریده
- ۱۹۸۴ - طناب بندبازی
- ۱۹۸۳ - ضربه ناگهانی
- ۱۹۸۲ - مرد هانکی‌تانک; به همراه Ferris Webster و Michael Kelly.
- ۱۹۸۲ - دره مرگ
- ۱۹۸۰ - برانکو بیلی; به همراه Ferris Webster.
- ۱۹۷۸ - از هر راهی ولی شل; به همراه Ferris Webster.
- ۱۹۷۷ - دستکش آهنی ; به همراه Ferris Webster.
- ۱۹۷۶ - مجری; به همراه Ferris Webster.
- ۱۹۷۵ - بدرود خوشگل من

## دستیار تدوین
- ۱۹۷۹ فرار از آلکاتراز (فیلم); تدوین توسط Ferris Webster.
- ۱۹۷۷ به پیش یا بمیر (فیلم)
- ۱۹۷۶ جوسی ولز یاغی ; تدوین توسط Ferris Webster
- ۱۹۷۳ پسر تمام آمریکایی (فیلم).
- ۱۹۶۹ مردمان باران تدوین توسط Barry Malkin
- ۱۹۶۹ این گروه خشن